# Millac
Millac ist eine französische Gemeinde mit 467 Einwohnern (Stand: 1. Januar 2022) im Département Vienne in der Region Nouvelle-Aquitaine. Sie gehört zum Arrondissement Montmorillon und zum Kanton Lussac-les-Châteaux.

## Geografie
Millac liegt etwa 50 Kilometer südsüdöstlich von Poitiers. Die westliche Gemeindegrenze von Millac bildet der Fluss Vienne. Nachbargemeinden sind L’Isle-Jourdain im Norden, Mouterre-sur-Blourde im Nordosten, Luchapt im Osten, Asnières-sur-Blour im Südosten, Availles-Limouzine im Süden und Südwesten sowie Le Vigeant im Westen.

## Bevölkerungsentwicklung
| Jahr                       | 1962 | 1968 | 1975 | 1982 | 1990 | 1999 | 2013 | 2018 |
| Einwohner                  | 806  | 692  | 662  | 598  | 579  | 588  | 527  | 553  |
| Quellen: Cassini und INSEE |      |      |      |      |      |      |      |      |

## Sehenswürdigkeiten
- Kirche Saint-Gervais-Saint-Protais
- Mittelalterliche Brücke